# Dobětice
Dobětice jsou čtvrť na levém břehu Labe v Ústí nad Labem. Patří do obvodu Ústí nad Labem-Severní terasa a sousedí se Stříbrníky a Krásným Březnem. Nedaleko se také nachází osada Mlýniště a obec Žežice. V osmdesátých a na začátku devadesátých let se jižně od původní vesnice postavilo velké sídliště navazující na již existující sídliště Stříbrníky. Na tomto sídlišti se nachází supermarket, školky, základní škola, střední průmyslová škola, domov důchodců, zdravotnické středisko a další.

## Historie

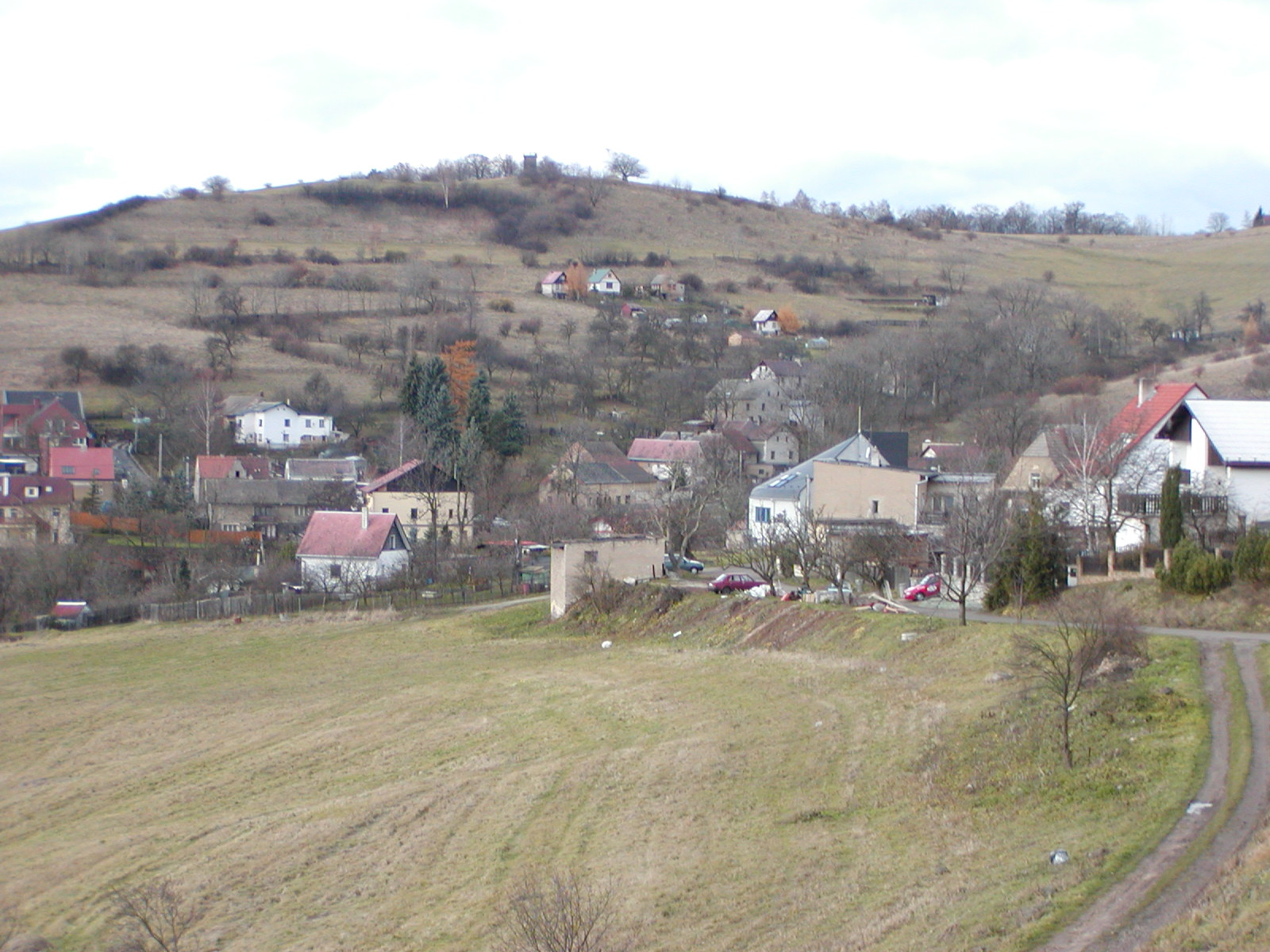
Část původní obce Dobětice

První písemná zmínka o Doběticích pochází z roku 1375, kdy vesnice patřila bratrům Vigantovi, Hildanovi, Děpoltovi a Rypoltovi z Lungvic, jejichž zdejší panství tvořily také vsi Mlýniště, Žežice a dvůr v Sovoluskách. Panským sídlem ve vsi byla tvrz, jejíž majitelkou byla v roce 1473 Markéta z Útěchovic, manželka Rynolta z Lungvic. Lungvicově Dobětice vlastnili do roku 1568, kdy je od nich koupil Jindřich z Bynova, který vesnici připojil k panství hradu Blansko. Dobětická tvrz tak ztratila svou funkci, a časem zanikla.

### Sídliště Dobětice
Výstavba v oblasti Dobětic byla plánována původně až po roce 1990, avšak kvůli rychlému tempu výstavby v Krásném Březně se přistoupilo k zpracování plánů již v 70. letech. Ten počítal s bydlením pro 7 600 obyvatel a byl hotov v roce 1976. Autorem je ústecký architekt Mojmír Böhm. Výstavba byla zahájena roku 1985 a pokračovala i po Sametové revoluci. Stavěno bylo s pomocí soustav T 06 B a později OP 1.21 zde typickou hnědě zbarvenými panely s kamínkovým povrchem.
Panelové domy byly stavěny převážně ve výškách osmi a dvanácti pater, dále pak šestipatrové. Zároveň byly postaveny objekty občanské vybavenosti, například objekt základní devítileté školy, domova důchodců a dnešní střední průmyslové školy. 

## Přírodní poměry
Původní obec stojí pod vrchem s Erbenovou vyhlídkou a vrchem přímo nazvaným Dobětická výšina. Vesnicí protéká Dobětický potok pokračující do údolí pojmenovaného též podle obce. Sídliště se pak nachází mezi vrchem s Erbenovou vyhlídkou a kopcem Hůrka. Jižně jsou louky Mariánského vrchu.

## Obyvatelstvo
Při sčítání lidu v roce 1921 zde žilo 206 obyvatel (z toho 103 mužů), z nichž byli dva Čechoslováci a 204 Němců. Všichni se hlásili k římskokatolické církvi. Podle sčítání lidu z roku 1930 měla vesnice 218 obyvatel: devět Čechoslováků, 206 Němců a tři cizince. Převažovala římskokatolická většina, ale žilo zde také čtrnáct evangelíků, jeden člen církve československé a sedm lidí bez vyznání.

## Doprava
Středem celé čtvrti prochází ulice Šrámkova. Na tu navazují na konci sídliště ulice Na Návsi a Výstupní, které vedou dále do dalších čtvrtí a centra. Sídliště je obsluhováno trolejbusovými (84,76) a autobusovými (75, 74) linkami. Také se zde nachází konečná zastávka Dobětice točna.